# روب بومان (لاعب كرة قدم)
روب بومان (بالإنجليزية: Rob Bowman)‏ هو لاعب كرة قدم بريطاني، ولد في 21 نوفمبر 1975 في درم في المملكة المتحدة. شارك مع منتخب إنجلترا تحت 18 سنة لكرة القدم. أما مع النوادي، فقد لعب مع ليدز يونايتد ونادي بوهيميان ونادي روذرهام يونايتد ونادي كارلايل يونايتد.

## وصلات خارجية
- روب بومان على موقع قاعدة بيانات كرة القدم.إي يو (الإنجليزية)
- روب بومان على موقع Soccerbase.com (لاعب) (الإنجليزية)
- روب بومان على موقع عالم كرة القدم.نت (الإنجليزية)